# Хван Ый Джо
Хван Ый Джо (кор. 황의조, общепринятая латинская транскрипция — Hwang Uijo; род. 28 августа 1992, Соннам, Кёнгидо) — корейский футболист, нападающий турецкого клуба «Аланьяспор» и сборной Республики Корея.

## Клубная карьера
Хван начал свою профессиональную карьеру в ФК «Соннам» с 2013 года. Он забил свой первый гол в матче против ФК «Сувон Самсунг» 3 марта 2013 года.
В июне 2017 года Хван перешёл в японский клуб «Гамба Осака», с которым заключил контракт на два года.
В июле 2019 года Хван заключил четырёхлетний контракт с французским клубом «Бордо».

## Сборная
Включён в состав сборной на Кубок Азии 2019. 7 января забил первый гол Южной Кореи на Кубке Азии в Эмиратах в ворота Филиппин. В третьем матче группового этапа против Китая забил один мяч с пенальти на 14-й минуте. Корея победила со счётом 2:0 и заняла первое место в своём квартете.